# Photis dolichommata
Photis dolichommata is een vlokreeftensoort uit de familie van de Photidae. De wetenschappelijke naam van de soort is voor het eerst geldig gepubliceerd in 1910 door Stebbing.